# (82075) 2000 YW134
(82075) 2000 YW134 — крупный объект рассеянного диска. Он был открыт в обсерватории Китт-Пик 26 декабря 2000 года.

## Спутник
На снимках телескопа «Хаббл», сделанных 25 октября 2002 года, Дэнис Стивенс и Кейт Нолл обнаружили у 2000 YW134 спутник S/2005 (82075) 1. Он обращается на расстоянии 1,9 тыс. км от основного тела. Диаметр — 237 км.